# Sutter's Gold
Sutter's Gold (br O Czar do Ouro) é um filme estadunidense de 1936, do gênero faroeste, dirigido por James Cruze. Edward Arnold interpreta o suíço John Sutter, que busca a sua fortuna na Califórnia da década de 1830. O elenco de apoio inclui Lee Tracy, Binnie Barnes, Katharine Alexander, Montagu Love e Harry Carey como Kit Carson

## Elenco
- Edward Arnold ... John Sutter
- Lee Tracy ... Pete Perkin
- Binnie Barnes ... Countess Elizabeth Bartoffski
- Katharine Alexander ... Anna Sutter
- Montagu Love ... Capt. Kettleson
- Addison Richards ... James Marshall
- John Miljan ... Gen. Juan Bautista Alvarado
- Harry Carey ... Kit Carson
- William Janney ... John Sutter, Jr.
- Nan Grey ... Ann Eliza Sutter
- Robert Warwick ... Gen. Alexander Rotscheff
- Morgan Wallace ... General Fremont
- Allen Vincent ... Juan Bautista Alvarado, Jr.
- Mitchell Lewis ... Rei Kamehameha